# Бельгард, Валериан Валерианович
Валериан Валерианович Бельгард (3 (15) июня 1855 — 16 февраля (1 марта) 1913) — российский генерал-лейтенант, Орловский вице-губернатор.

## Биография
Сын генерала Валериана Александровича Бельгарда. Родился в Лифляндии, крещён 5 (17) июня 1855 года священником Ревельского резервного егерского полка Василием Колосовым. Православный.
В 1874 году окончил Пажеский корпус по 1-му разряду и 7 августа из камер-пажей поступил прапорщиком в лейб-гвардии Преображенский полк. С 4 апреля 1876 года — подпоручик.
Участвовал в Русско-турецкой войне 1877—1878 гг., с 30 августа — поручиком. Командовал ротой; в 1877 году был награждён орденом Св. Анны 4-й степени с надписью «за храбрость»; в 1878 году — орденом Св. Станислава 3-й степени.
С 1881 года — штабс-капитан; с 1886 — капитан. В 1888 году был отмечен орденом Св. Станислава 2-й степени.
В 1891 году получил чин полковника и с 12 июля 1893 года по 15 июля 1897 года был вице-губернатором Тургайской области с зачислением по гвардейской пехоте; в этот период в 1894 году получил орден Св. Анны 2-й степени, а 14 мая 1896 года был награждён орденом Св. Владимира 3-й степени.
В течение 10 лет, до 7 августа 1907 года, исполнял должность Орловского вице-губернатора с оставлением по армейской пехоте. Проявил себя способным администратором, исполняя работу, поручаемую ему губернаторами, которые большую часть своего времени находились в столице.
В 1903 году получил орден Бухарской золотой звезды, а 6 декабря 1903 года очередной чин генерал-майора. В 1906 году был награждён орденом Св. Станислава 1-й степени.
В 1907 году вышел в отставку с присвоением чина генерал-лейтенанта и поселился в Санкт-Петербурге в доме 81 по Сергиевской улице (ныне улица Чайковского).
Умер от гнойного воспаления почек и заражения крови. Похоронен 19 февраля 1913 года в Александро-Невской лавре.
Жена: Татьяна Михайловна Кропотова (7 октября 1876 — 10 декабря 1918, Петроград). Сын: Валериан (22 апреля 1901 — декабрь 1941) — умер во время блокады Ленинграда.

## Награды
Российские:
- Орден Св. Анны 4-й ст. (1877)
- Орден Св. Станислава 3-й ст. с мечами и бантом (1878)
- Орден Св. Анны 3-й ст. (1883)
- Орден Св. Станислава 2-й ст. (1888)
- Орден Св. Анны 2-й ст. (1894)
- Орден Св. Владимира 3-й ст. (14.05.1896)
- Орден Св. Станислава 1-й ст. (1906)

Иностранные:
- Бухарский орден Короны 3-й ст. (1890)
- Орден Бухарской Звезды 2-й ст. (1903)